# Solanum terminale
Solanum terminale är en potatisväxtart som beskrevs av Peter Forsskål. Solanum terminale ingår i släktet skattor som ingår i familjen potatisväxter. Inga underarter finns listade i Catalogue of Life.